# Brněnský železniční uzel
Brněnský železniční uzel či Železniční uzel Brno (ŽUB) je jedním z hlavních uzlů železniční dopravy v Česku. Je přirozeným centrem nejen dálkové, ale i příměstské dopravy, na hlavních tratích intervalové. Uzel představuje soustavu tratí, stanic, zastávek a dalších zařízení (odstavná nádraží, depo kolejových vozidel nebo myčka souprav) zhruba v celém katastru města Brna. Do uzlu je zaústěno sedm tratí (z toho dvě společně), dále zahrnuje šest stanic (nádraží), dvě odbočky se zastávkou a tři zastávky. Ze šesti stanic v uzlu jsou dvě čistě nákladní. V širším smyslu jsou k uzlu počítány ještě další čtyři stanice (Brno-Slatina, Brno-Chrlice, Střelice a Modřice) a zastávka (Brno-Řečkovice), které jsou již na periférii katastru nebo za jeho hranicí. Brněnský železniční uzel je koncentrickým bodem pro přibližně ¾ území Moravy.
Do budoucna se připravuje významné zvýšení úlohy železnice v městské a příměstské osobní dopravě. Nákladní železniční doprava byla z Brna od první poloviny dvacátého století postupně vytlačována na jih, východ a sever města. Významným posunem byl rok 1970, kdy byla zcela oddělena od osobní dopravy a odsunuta z hlavního nádraží na tzv. Dolní nádraží. V důsledku útlumu nákladní železniční dopravy je provoz a rozsah nákladových nádraží dále omezován. Brněnský železniční uzel bude procházet přestavbou, která má umožnit zvýšení dopravní kapacity tratí v centru Brna. Současná kapacita železniční stanice Brno hlavní nádraží je blízká naplnění a pro rozvoj příměstské dopravy bude nutná některá z variant přeměny jádra uzlu: buďto jeho modernizace v dosavadní poloze (varianta Petrov), nebo přesun o přibližně kilometr směrem na jih (varianta Řeka). Otázka přesunu nádraží je dlouhodobě citlivým a kontroverzním politickým tématem, byla k ní v letech 2004 a 2016 vyhlášena místní referenda, obě však byla pro nízkou účast neplatná.

## Historie
Uzel vznikal de facto již od samého počátku železnice u nás, od roku 1838, kdy bylo uvedeno do zkušebního a ukázkového provozu nádraží v Brně spolu s přilehlou tratí Brno–Rajhrad, budované Severní dráhy císaře Ferdinanda. Do řádného provozu byla první trať uvedena až po 7. červenci 1839. Uzlem se začal stávat teprve až po budování Státní severní dráhy v roce 1841 a jejím dobudování v roce 1849, vzniku druhého nádraží. Definitivně se pak stalo Brno uzlem od roku 1856 zapojením nákladní dráhy, tzv. rosické a s tím souvisejícím vznikem nákladního nádraží Rosické uhelné dráhy tzv. rosické nádraží, v současnosti Brno dolní nádraží. Po několika letech přibyl na tomto nádraží i osobní provoz. Do roku 1887 dostal brněnský železniční uzel zhruba dnešní podobu, která byla ale dále modifikována v roce 1927 otevřením posvitavské spojky a naopak v roce 1961 zrušením tzv. staré Tišnovky a nahrazením spojkou vedoucí přes Obřany a Husovice spolu s výstavbou Husovického tunelu. Důležitou změnou byl vznik nákladního nádraží v Maloměřicích, které bylo projektováno hned od počátku mnichovské krize a krátce po mnichovském paktu začalo být budováno. Těžiště výstavby spadá až do poválečných let (1946–1960), do provozu bylo uvedeno 1961. O deset let později byla dobudován tzv. nákladní průtah v části tzv. židenické spojky a východní části Vlárské dráhy (mezi nádražím Brno dolní a tzv. černovickým trianglem).

## Zaústěné železniční tratě
Do brněnského železničního uzlu zaúsťuje dohromady sedm tratí, které se setkávají ve stanici Brno hlavní nádraží. Od jihu do ní přicházejí tratě číslo 240, 244, 250, 300 a jižní přípoj tratě 340. Od severu do stanice přichází tři tratě číslo 250, 260 a 340 vedené souběžně v traťovém úseku Brno hlavní nádraží – Brno-Židenice.
Od jihu, respektive jihozápadu přicházející tratě 240 a 244 jsou souběžně vedeny ze stanice Střelice, ve stanici Brno-Horní Heršpice se k nim čistě z jihu připojuje trať číslo 250 a před hlavním nádražím od jihovýchodu též tratě číslo 300 a 340.
| Stanice Zastávka u Brna                                | Železniční trať Brno–Jihlava, označovaná jako trať 240, spojuje města Brno a Jihlava. Je využívána rychlíkovou linkou R11. V prostoru brněnského železničního uzlu na této trati leží stanice Brno hlavní nádraží, Brno-Horní Heršpice a Střelice. |
| Stanice Střelice u Brna                                | Železniční trať Brno – Hrušovany nad Jevišovkou-Šanov, označovaná jako trať 244, spojuje města Brno a Hrušovany nad Jevišovkou (tratě 240 a 244 se spojují ve společnou trať již ve stanici Střelice, před hranicí katastru Brna)                  |
| Vídeňský viadukt v polovině 19. století                | Železniční trať Břeclav–Brno, označovaná jako trať 250, spojuje Brno a Břeclav. |
| Most Míru v Dolních Loučkách                           | Železniční trať Brno – Havlíčkův Brod, označovaná jako trať 250, spojuje Brno a Havlíčkův Brod. V traťovém úseku Brno hlavní nádraží – Brno Židenice je trať vedena společně s tratěmi 340 a 260 (podle které je úsek označován).                  |
| Úsekm mezi stanicí Brno hlavní nádraží a Brno-Židenice | Železniční trať Brno – Česká Třebová, označovaná jako trať 260, spojuje města Česká Třebová a Brno. V traťovém úseku Brno hlavní nádraží – Brno-Židenice jsou souběžně s tratí vedeny také tratě 250 a 340.                                        |
| Budova nádraží Sokolnice-Telnice                       | Železniční trať Brno–Přerov, označovaná jako trať 300, spojuje města Brno a Přerov |
| Nádraží Brno-Slatina                                   | Vlárská dráha, označovaná jako trať 340, spojující města Brno a Veselí nad Moravou. V traťovém úseku Brno hlavní nádraží – Brno-Židenice je trať vedena společně s tratěmi 250 a 260 (podle které je úsek označován).                              |

## Evropské železniční koridory
Železničním uzlem Brno prochází I. železniční koridor v mezinárodním názvosloví správně TEN-T 22 Hamburg – Berlín – Děčín – Praha – Brno – Vídeň – Graz nebo též Vídeň – Budapešť – Sofie – Atény.
Evropské dohody počítají s převedením části proponovaného koridoru TEN-T 23 (úseku Břeclav – Brno – Bohumín) Gdaňsk – Varšava – Brno – Vídeň – Benátky – Bologna. To na českém území předpokládá modernizaci trati Brno–Přerov.

## Nádraží, stanice, odbočky, zastávky

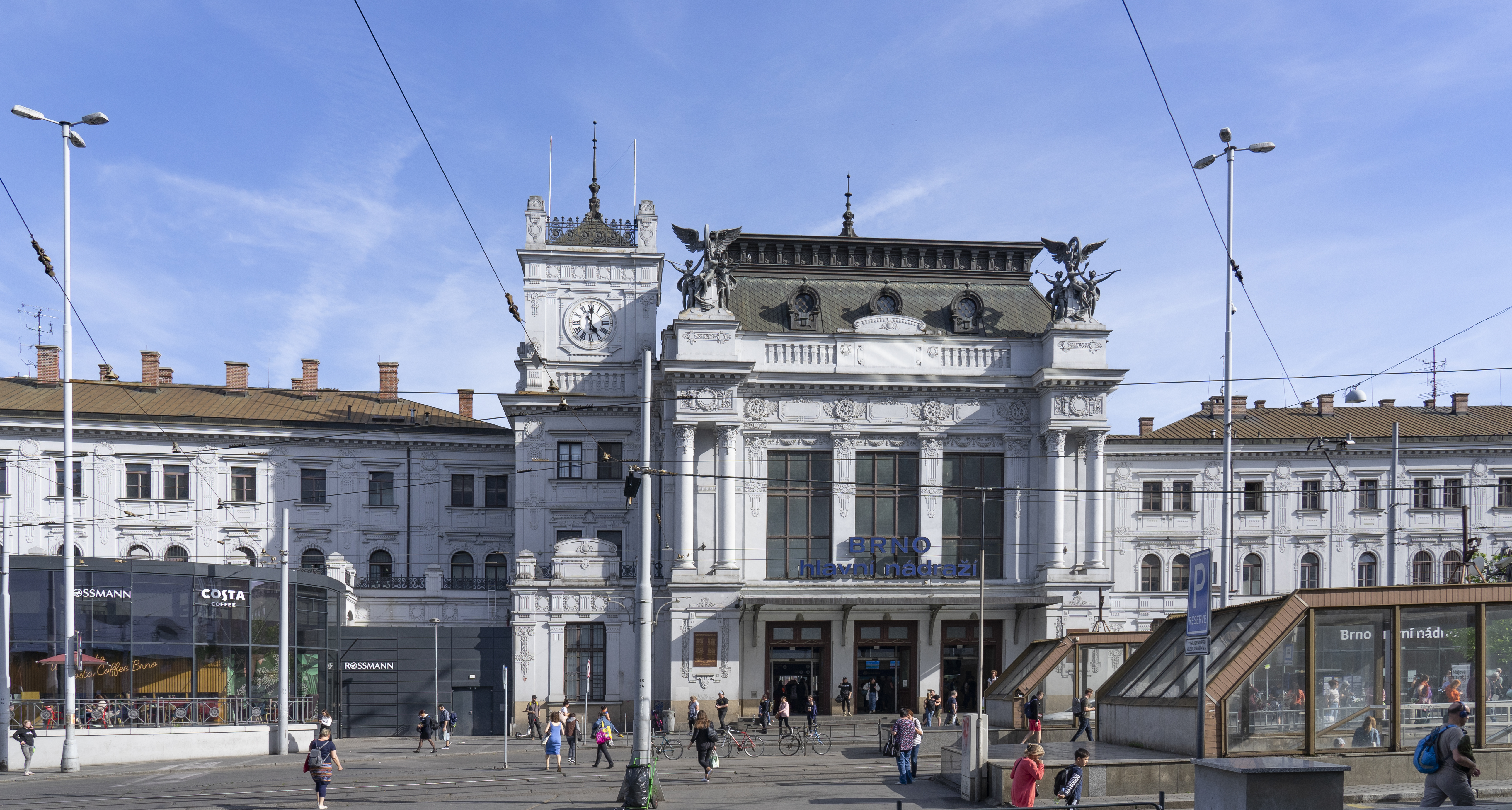
Brno hlavní nádraží
- Brno-Maloměřice (seřaďovací nádraží)
- Brno dolní nádraží
- Brno-Horní Heršpice
- Brno jih (odstavné nádraží)
- Brno-Židenice
- Odb. Brno-Černovice
- Brno-Černovice
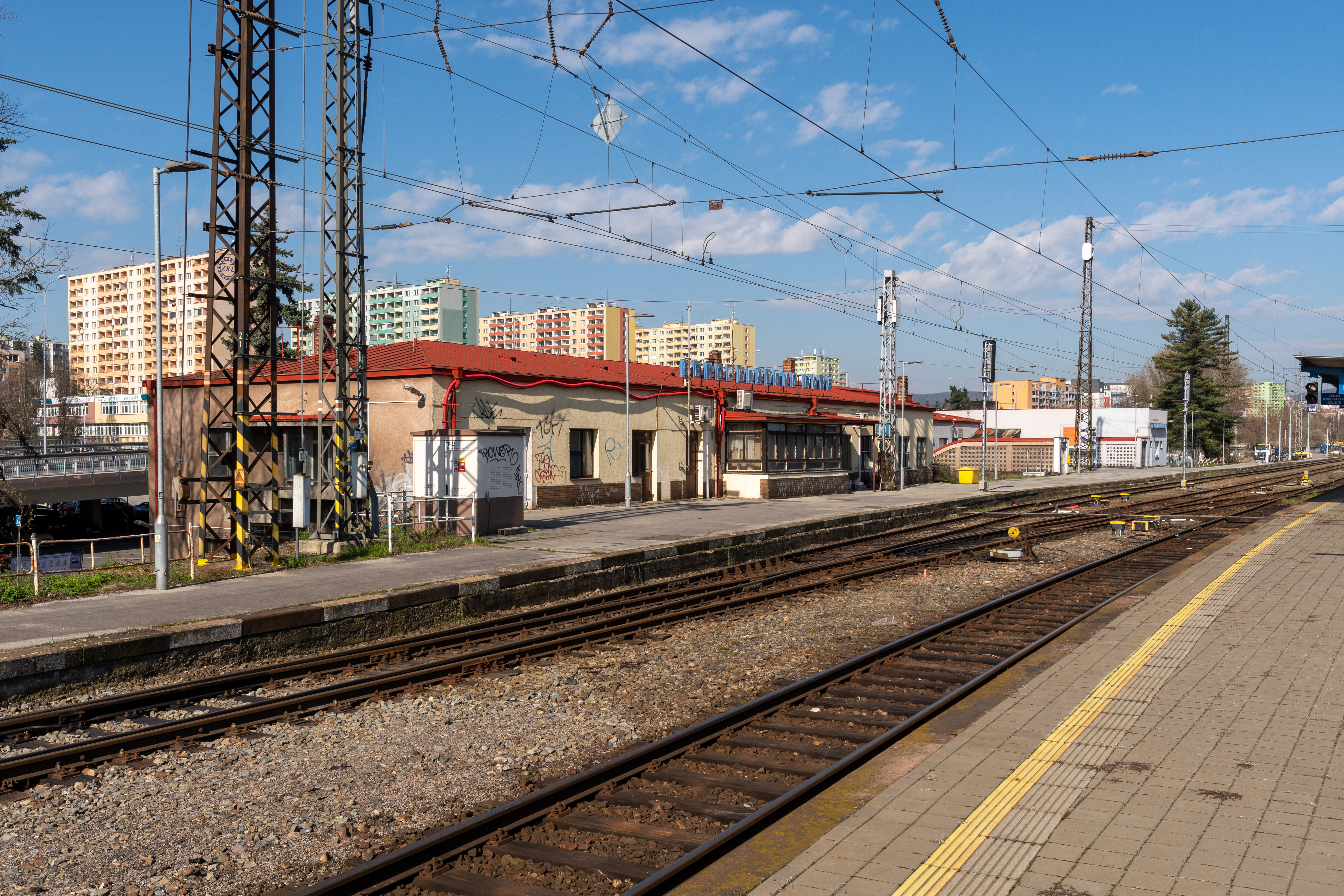
Brno-Královo Pole
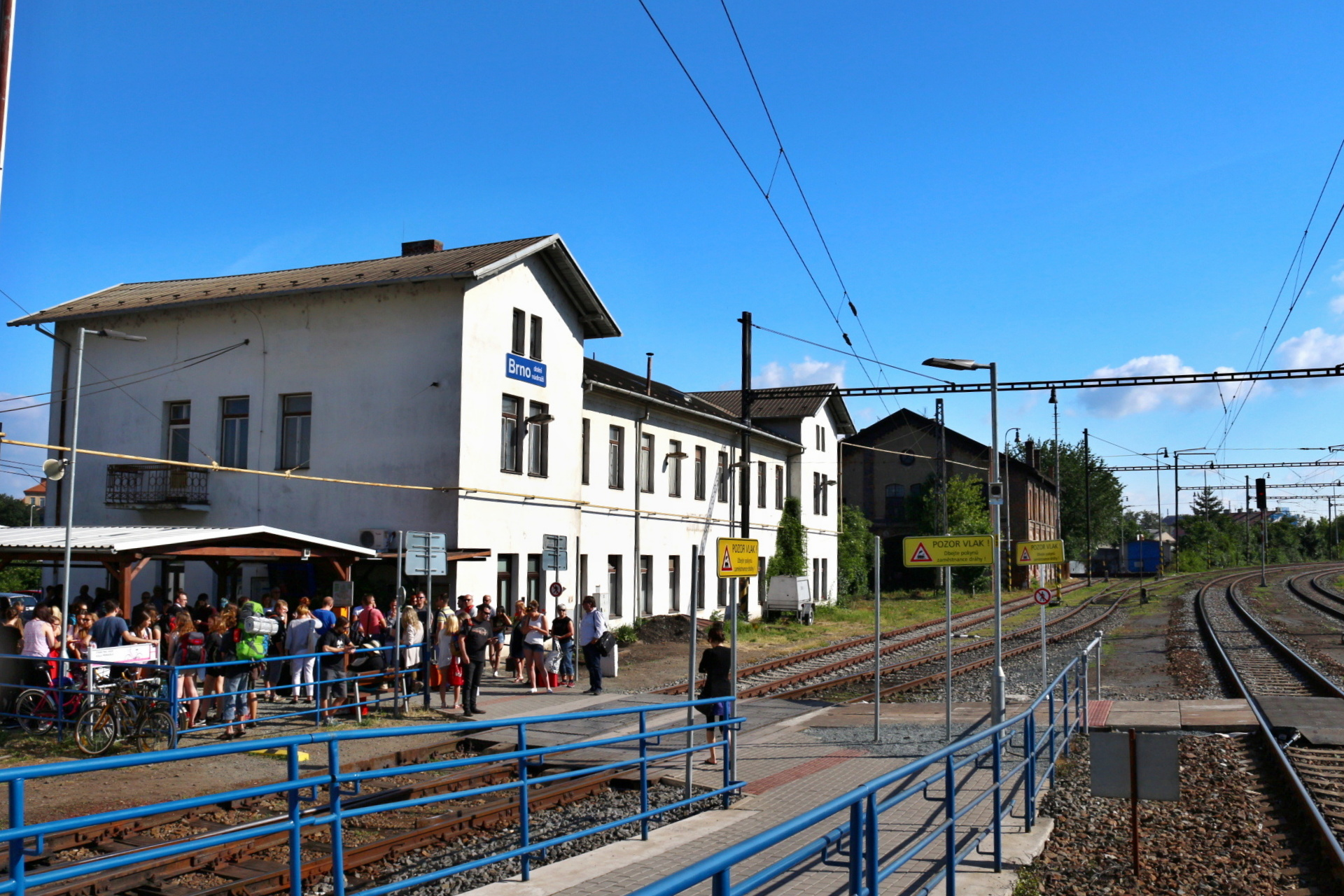
Brno dolní nádraží
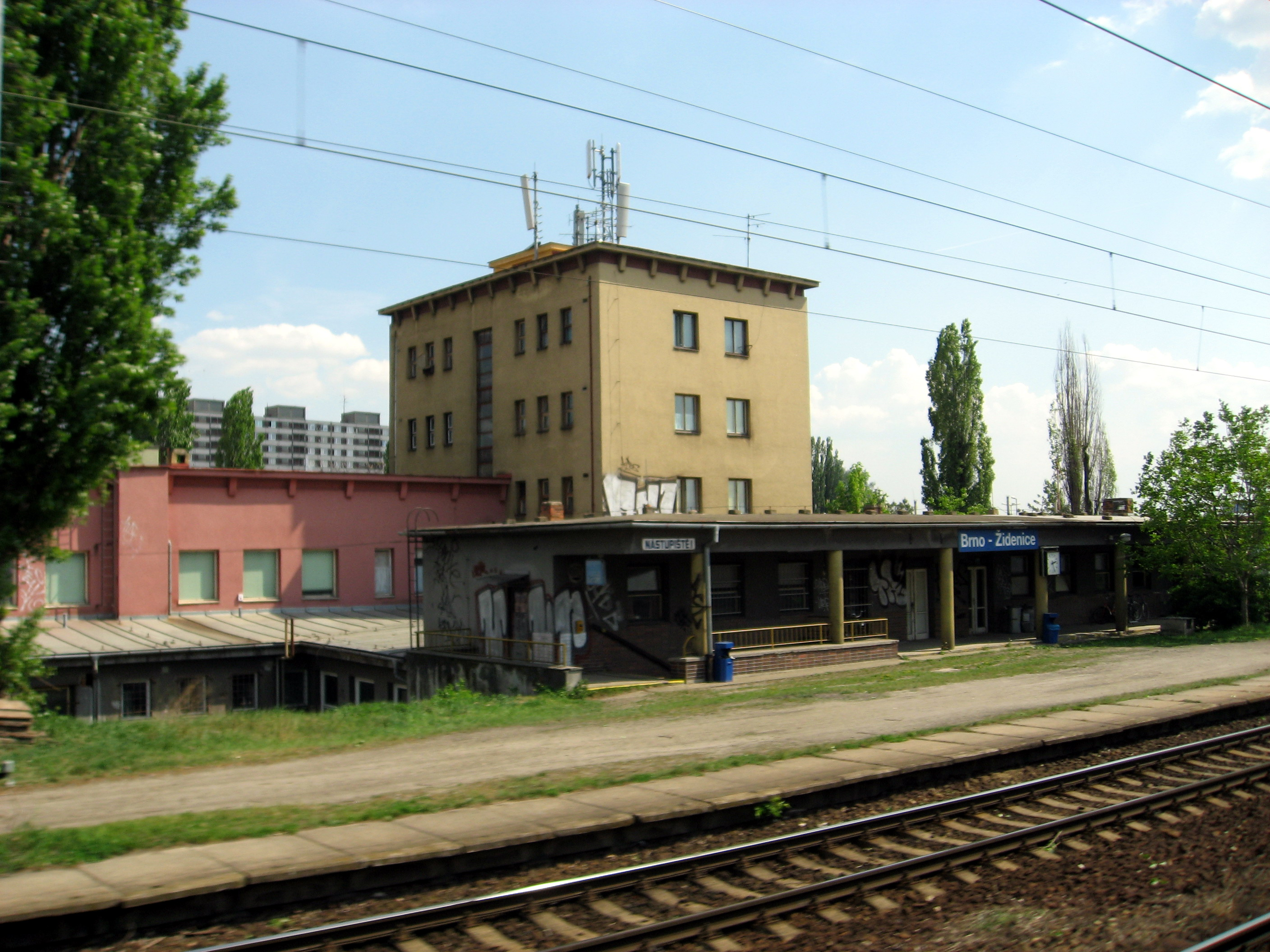
Brno-Řečkovice
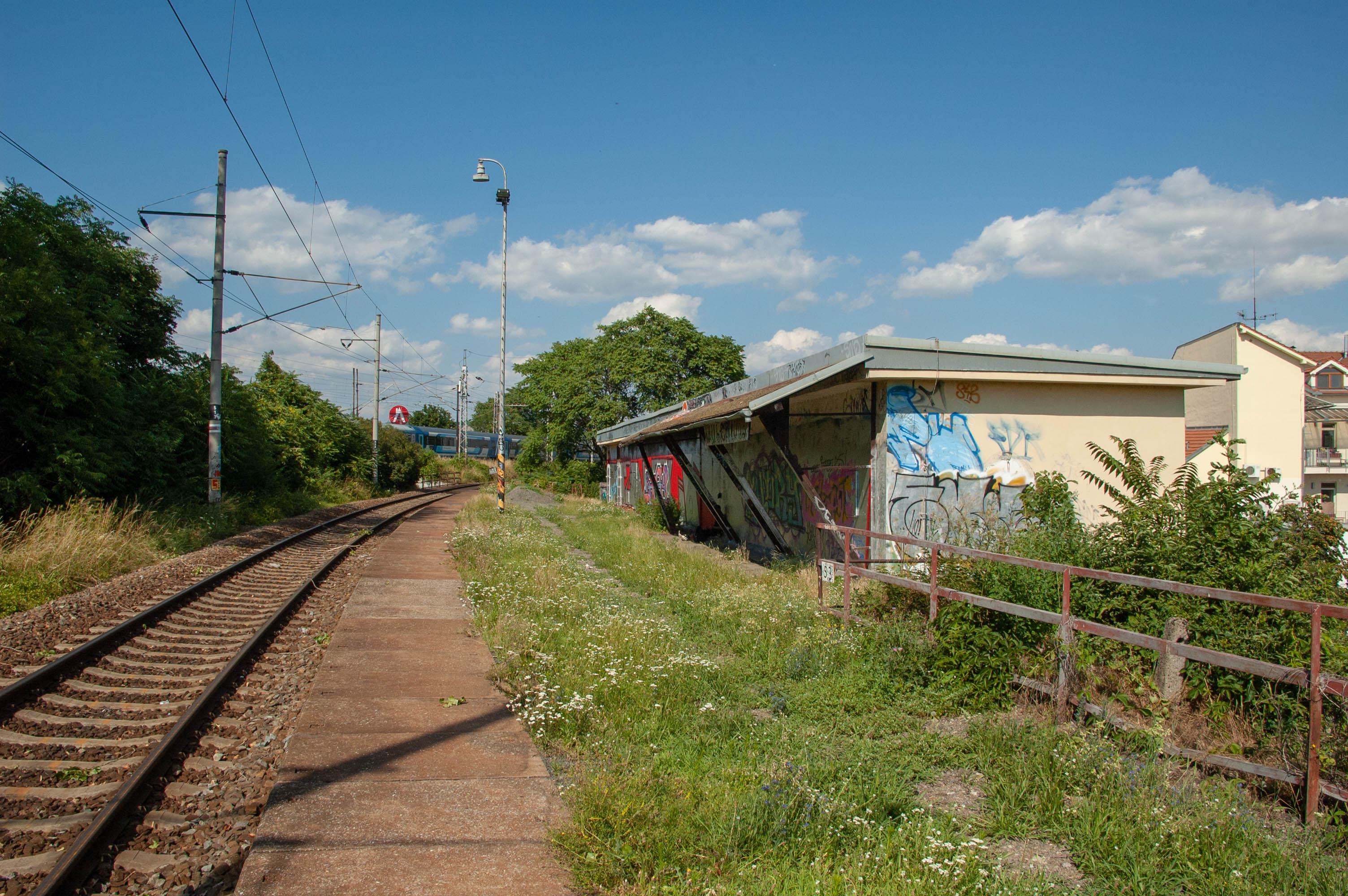
Brno-Lesná
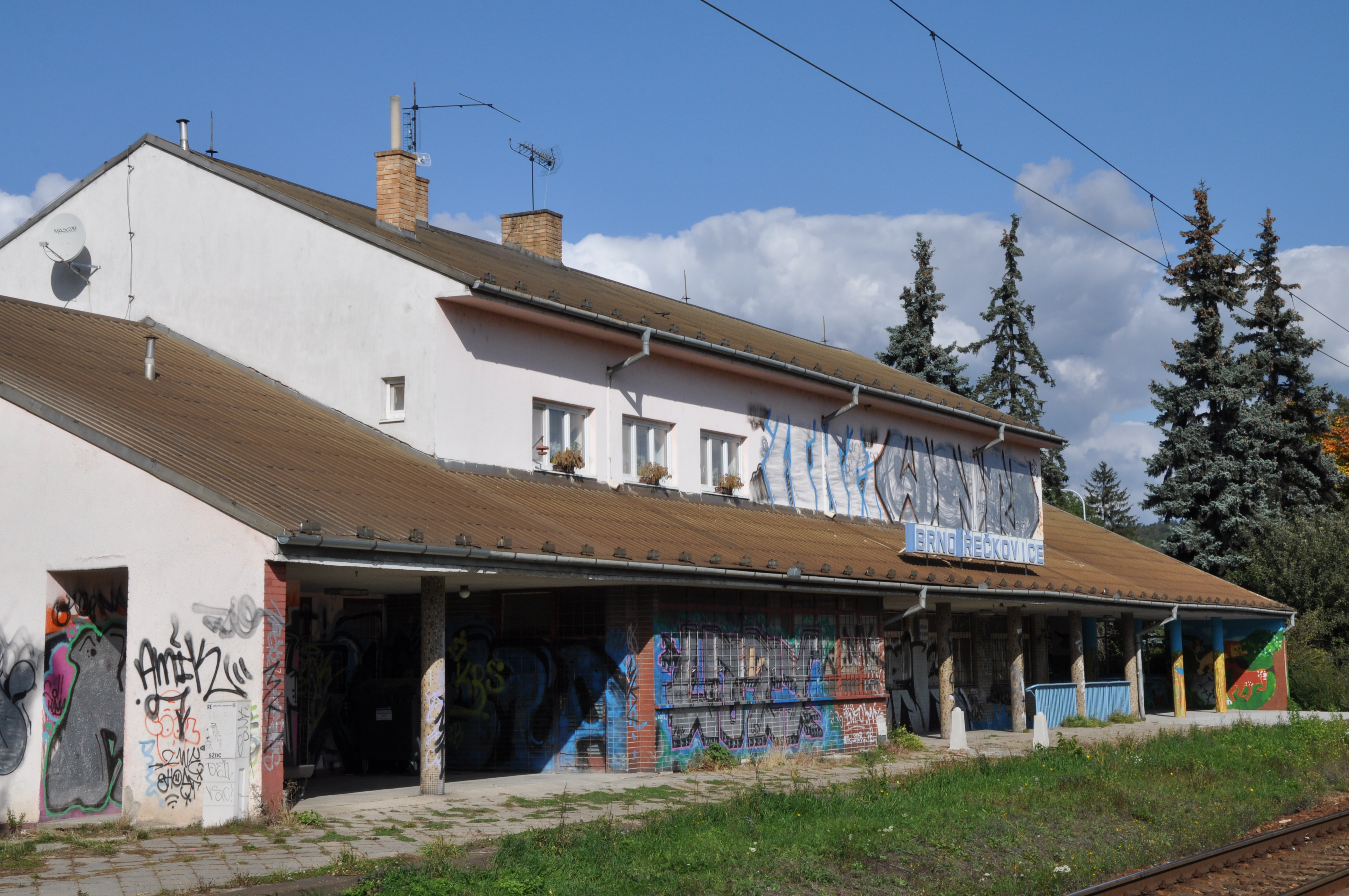
Brno-Slatina
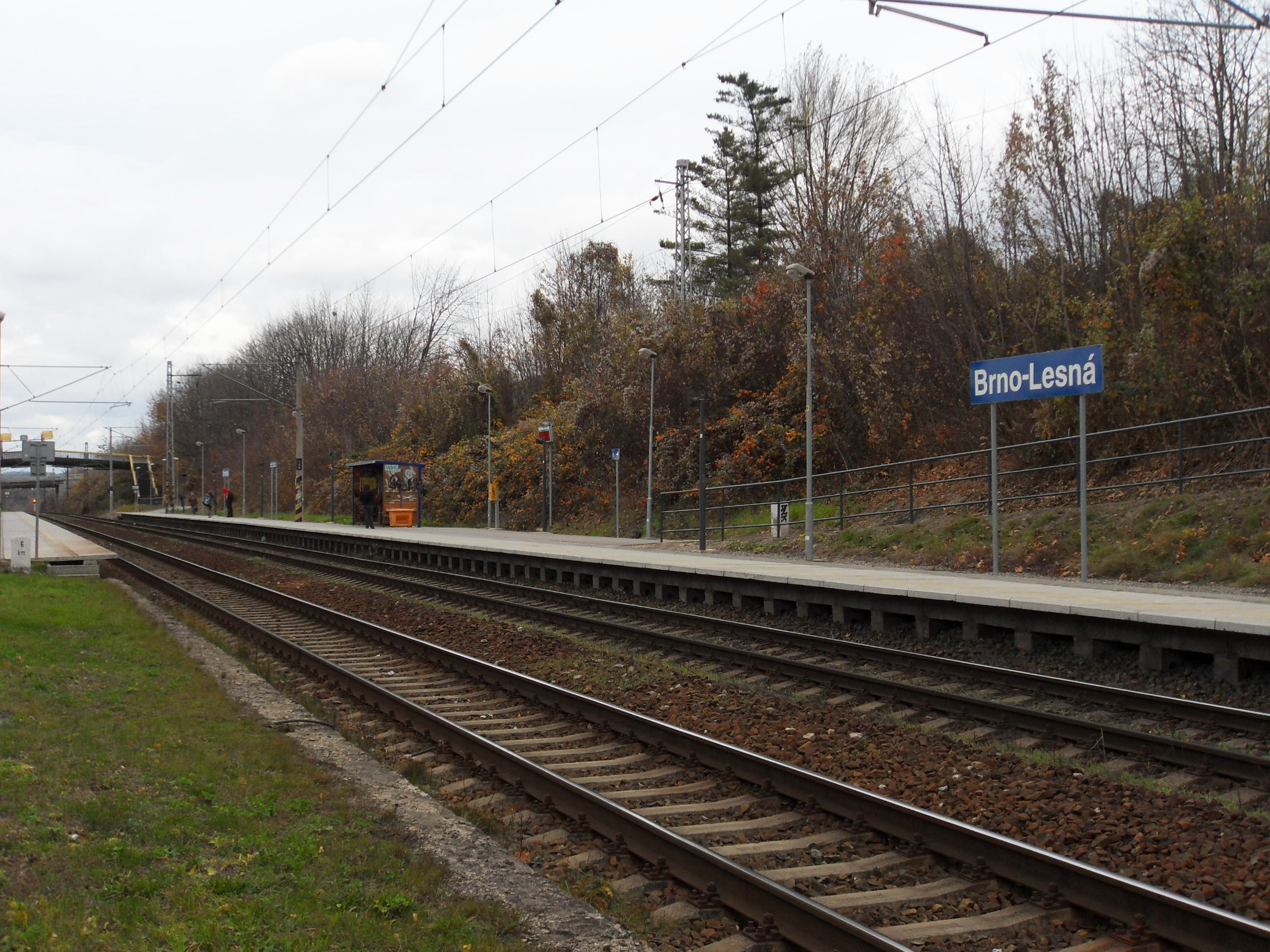
Brno-Chrlice
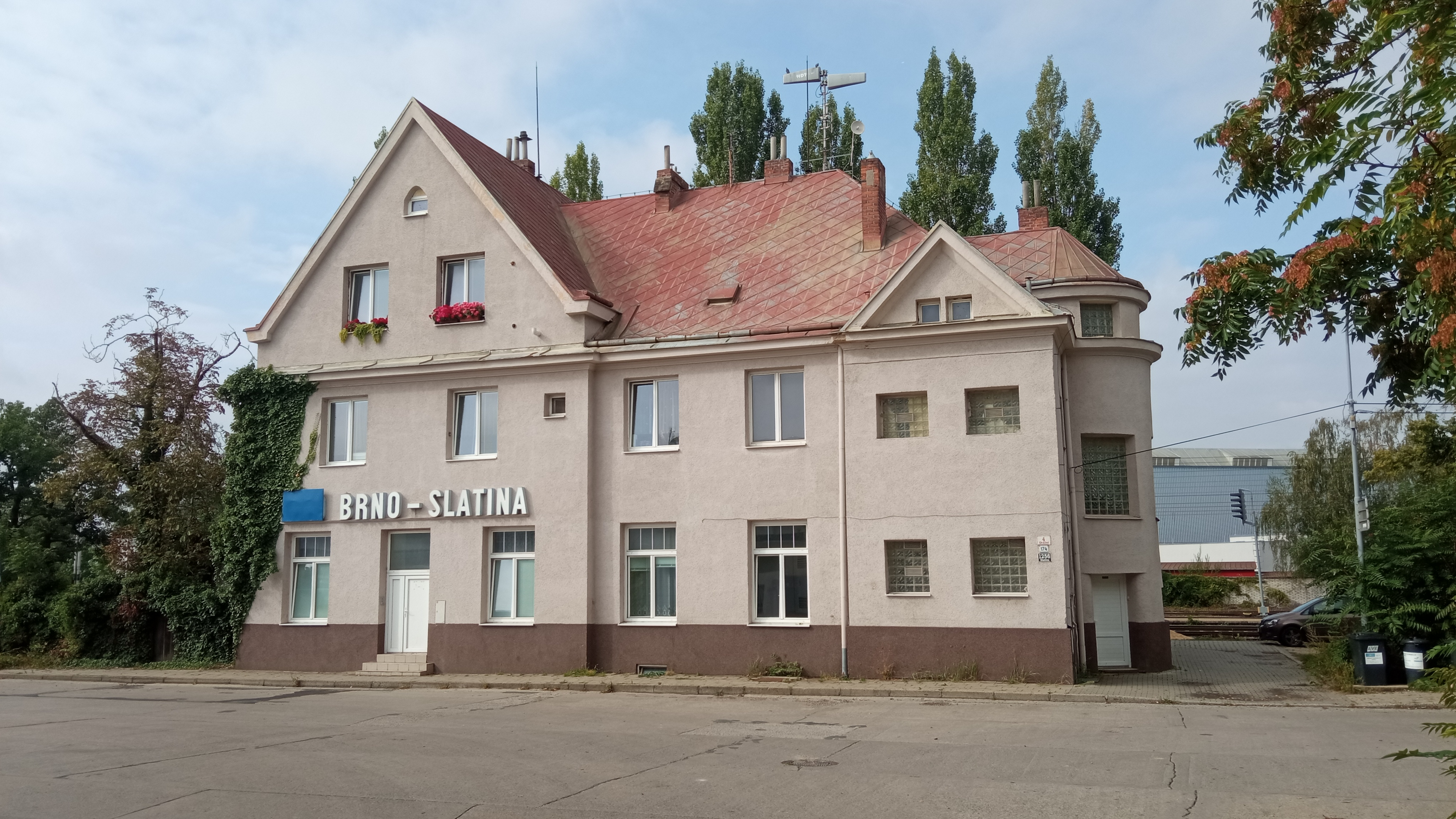
Brno-Starý Lískovec

- Brno hlavní nádraží
- Brno-Královo Pole
- Brno dolní nádraží
- Brno-Židenice
- Brno-Černovice
- Brno-Řečkovice
- Brno-Lesná
- Brno-Slatina

### Plánované
Plánovaná nádraží, stanice a zastávky jsou závislé na budoucím přesunu hlavního nádraží.
- Brno-Vídeňská (zastávka)
- Brno jih[2][3]
- Brno-Černovice (železniční terminál)
- Brno-Černovická terasa (zastávka)
- Brno-Obřany (zastávka)[2][4]
- Brno-Maloměřice[2][3]
- Brno-Ivanovice[4]
- Letiště Brno-Tuřany (zastávka)